# NK Mladost Čeminac
NK Mladost je nogometni klub iz Čeminca.
Trenutačno se natječe u 1. ŽNL Osječko-baranjskoj.

## Povijest
Nogometni klub Mladost Čeminac osnovan je 1946. godine i to pod imenom NK Zagorac. NK Mladost je i danas klub koji se uspješno natječe u svim kategorijama, od onih najmlađih pa sve do veterana.  
Mladost je u ranim 70-im godinama 20. stoljeća predvođena Husarekom, Belčićem, Vidovićem, Rosićem i drugim postizala rezultate koji su bili zapaženi i u široj nogometnoj javnosti Hrvatske. Godine 1975. i 1977. u Čemincu je pred pet tisuća gledatelja gostovala momčad Dinama iz Zagreba s Zajecom, Kranjčarom, Miljkovićem i drugim legendama modrih. 
Nogometaši iz Čeminca su 80-ih igrali za najjače klubove Baranje: "Špartu", "Belje" i "Jadran". Pored odličnih republičkih nogometaša Kvesića, Štefaneca, braće Gorup, Hlevnjaka, Markotića i drugih "Mladost" je dala i nekoliko prvoligaških igrača od kojih su najpoznatiji Josip Piršl, bivši napadač NK Osijeka i Igor Tkalčević, sadašnji stoper NK Rijeke.
U nogometnoj povijesti Baranje poseban trag ostavila je malonogometna momčad Čeminca "Canimeč" koja je sredinom osamdesetih predvođena vratarom Ivanom Priglijem pobjeđivala na mnogim turnirima. "Canimeč" je 1987. godine u Osijeku osvojio najjači malonogometni turnir u Slavoniji i Baranji u konkurenciji od preko 150 momčadi.